# Rak bishvilo
A Rak bishvilo (magyarul: Csak neki) egy dal, amely Izraelt képviselte a 2013-as Eurovíziós Dalfesztiválon. A dalt az izraeli Moran Mazor adta elő héber nyelven.
A dalt a 2013. március 7-én rendezett izraeli nemzeti döntőben választották ki az ország képviseletére. A tízfős mezőnyből a zsűri és a közönség együttesen választotta ki a győztest.
Az Eurovíziós Dalfesztiválon a dalt a május 16-án rendezett második elődöntőben adták elő, a fellépési sorrendben tizedikként, a görög Koza Mostra és Agathon Iakovidis  Alcohol Is Free című dala után és az örmény Dorians Lonely Planet című dala előtt. Az elődöntőben 40 ponttal a tizennegyedik helyen végzett, így nem jutott tovább a döntőbe.

## Külső hivatkozások
- Dalszöveg
- Videóklip
- A dal előadása az izraeli nemzeti döntőben
- A dal előadása a 2013-as Eurovíziós Dalfesztivál második elődöntőjében